# علي حسين ناصيف
علي حسين ناصيف المعروف بكنية أبو عباس سياسي لبناني شيعي وعضو مؤسس رفيع المستوى في حزب الله. كان ناصيف القائد المعين لجميع مقاتلي حزب الله في سوريا خلال الحرب الأهلية السورية حتى وفاته في 1 أكتوبر 2012 على يد الجيش السوري الحر.
تباينت تقارير وفاته حيث ادعت بعض المصادر أن ناصيف قد قتل على يد قنبلة على جانب الطريق أو في معركة نارية تلت ذلك في حين أفادت تقارير أخرى أنه قتل في هجوم آر بي جي. أعيد جثمان ناصيف إلى لبنان وجرت جنازته في مدينة بعلبك بشرق لبنان بحضور كبار أعضاء الحزب في 2 أكتوبر 2012.